# Oligoneuriidae
Oligoneuriidae is een familie van haften (Ephemeroptera).

## Geslachten
De familie Oligoneuriidae omvat de volgende geslachten:
- Elassoneuria Eaton, 1881
- Fittkauneuria Pescador & Edmunds, 1994
- Homoeoneuria Eaton, 1881
- Lachlania Hagen, 1868
- Madeconeuria Demoulin, 1973
- Oligoneuria Pictet, 1843
- Oligoneuriella Ulmer, 1924
- Oligoneuriopsis Crass, 1947
- Oligoneurisca Lestage, 1938
- Rianilaneuria Pescador & Peters, 2007
- Spaniophlebia Eaton, 1881